# Александровка (Комишлінська сільська рада)
Алекса́ндровка (рос. Александровка, башк. Александровка) — село у складі Кармаскалинського району Башкортостану, Росія. Входить до складу Комишлінської сільської ради.
20 липня 2005 року до складу села було включене селище Станції Тюкунь (населення станом на 2002 рік — 40 осіб, з них 45 % росіяни та башкири 42 %).
Населення — 188 осіб (2010; 259 в 2002).
Національний склад:
- росіяни — 84 %